# Xenolea collaris
Xenolea collaris är en skalbaggsart som beskrevs av Thomson 1864. Xenolea collaris ingår i släktet Xenolea och familjen långhorningar.
Artens utbredningsområde är:
- Filippinerna.
- Sulawesi.
- Taiwan.

Inga underarter finns listade i Catalogue of Life.